# Laila Robins
Laila Robins (St. Paul (Minnesota), 14 maart 1959) is een Amerikaanse actrice.

## Biografie
Robins is een dochter van ouders die van Letse/Amerikaanse afkomst zijn. Zij heeft gestudeerd aan de Yale School of Drama in New Haven (Connecticut) waar zij haar master of fine arts haalde, zij haalde ook haar bachelor of arts aan de universiteit van Wisconsin. 
Robins begon met acteren in het Theater, na diverse rollen op off-Broadway maakte zij in 1984 haar debuut op Broadway in het toneelstuk The Real Thing. Hierna speelde zij nog driemaal op Broadway, in 1998 met het toneelstuk The Herbal Bed, in 2004 met het toneelstuk Frozen en in 2006 met het toneelstuk Heartbreak House.
Robins begon in 1987 met acteren voor televisie in de film A Walk on the Moon. Hierna heeft zij nog meerdere rollen gespeeld in films en televisieseries zoals Gabriel's Fire (1990-1991), True Crime (1999), The Good Shepherd (2006), In Treatment (2009) en The Walking Dead (2022).
Robins is in 2000 getrouwd met de Amerikaanse acteur en zanger Robert Cuccioli. 

## Filmografie

### Films
Uitgezonderd korte films.
- 2022 My Love Affair with Marriage - als ceremoniemeester (stem)
- 2019 The Rest of Us - als Dean Patterson
- 2019 Liberté: A Call to Spy - als Pirani
- 2019 Impossible Monsters - als Dean Gaslow
- 2017 Island Zero - als Maggie
- 2017 Grey Lady - als de hertogin
- 2015 Eye in the Sky - als Jillian Goldman
- 2014 That Hopey Changey Thing - als Marian Apple
- 2014 She's Lost Control - als Irene
- 2014 The Money - als Ruth Castman
- 2013 Blumenthal - als Cheryl
- 2013 Onion News Empire - als Helena Zweibel
- 2013 Side Effects - als partner van Banks
- 2013 Concussion – als vrouw
- 2012 The Letter - als dr. Tynan
- 2012 Dark Horse – als Miranda Teras
- 2011 Too Big to Fall – als Christine Lagarde
- 2010 Multiple Sarcasms – als Lauren
- 2009 Welcome to Academia – als Deborah
- 2008 The Loss of a Teardrop Diamond – als mrs. Fenstermaker
- 2008 August – als Ottmar Peevo
- 2006 The Good Shepherd – als Toddy Allen
- 2006 Things That Hang from Trees – als mrs. Millie
- 2006 Slippery Slope – als Michaela Stark
- 2004 Jailbait – als moeder
- 2003 Nowhere to Go But Up – als Irene
- 2002 Searching for Paradise – als Barbara Mattei
- 2000 Drop Back Ten – als Viv
- 1999 Spenser: Small Vices – als Rita Fiore
- 1999 Oxygen – als Frances Hannon
- 1999 True Crime – als Patricia Findley
- 1997 The Blood Oranges – als Catherine
- 1996 Female Perversions – als Emma
- 1995 Live Nude Girls – als Rachel
- 1992 Trial: The Price of Passion – als Charm Blackburn
- 1990 Welcome Home, Roxy Carmichael – als Elizabeth Zaks
- 1989 An Innocent Man – als Kate Rainwood
- 1989 Dream Breakers – als Phoebe
- 1987 Planes, Traines & Automobiles – als Susan Page
- 1987 A Walk on the Moon – als Marty Ellis

### Televisieseries
Uitgezonderd eenmalige gastrollen.
- 2022 The Walking Dead - als Pamela Milton - 15 afl.
- 2019 - 2022 The Boys - als Grace Mallory - 11 afl.
- 2021 Dr. Death - als Amy Piel - 5 afl.
- 2019 - 2021 The Blacklist - als Katarina Rostova - 16 afl.
- 2019 The Bold Type - als Pamela Dolan - 2 afl.
- 2018 Deception - als FBI agente Deakins - 13 afl.
- 2017 Mr. Mercedes - als Charlotte Gibney - 3 afl.
- 2016 - 2017 Quantico - als generaal Richards - 2 afl.
- 2015 Murder in the First - als Jamie Nelson - 12 afl.
- 2014 Homeland - als Martha Boyd - 12 afl.
- 2009 – 2010 Bored to Death – als Priscilla – 4 afl.
- 2009 In Treatment – als Tammy Williams – 4 afl.
- 2009 All My Children – als Claire Williams – 3 afl.
- 2006 The Book of Daniel – als Nora Paxton – 3 afl.
- 2001 Witchblade – als Dominique Boucher – 2 afl.
- 1999 – 2001 The Sopranos – als jonge Livia Soprano – 2 afl.
- 1990 – 1991 Gabriel's Fire – als Victoria Heller – 22 afl.

- Bibliothèque nationale de France: cb14052970w (data)
- Gemeinsame Normdatei: 1297190181
- International Standard Name Identifier: 0000 0001 1483 520X
- Library of Congress Control Number: no2011010245
- Nationale Bibliotheek van Letland: 000293842
- Virtual International Authority File: 165553862
- WorldCat: E39PBJfGYWwrxHvVb6tffFQpfq